# Ketama
Ketama (franska: Ketama (CR), Ketama (Commune Rurale), arabiska: كتامة) är en kommun i Marocko.   Den ligger i provinsen Al Hoceïma och regionen Tanger-Tétouan-Al Hoceïma, i den nordöstra delen av landet, 220 km öster om huvudstaden Rabat. Antalet invånare är 15 924.